# 宍戶久美子
宍戶久美子（日语：／ Shishido Kumiko），日本女性動畫師。Axel所屬。

## 來歷、人物
1990年代至今參加過許多不同種類的動畫作品。特別是在1980年代、1990年代與演出家佐藤真人或河村明夫等人共同擔任作畫監督。
其中《名偵探柯南》是她從1996年開播以來參加至今超過20年的為人熟悉作品。

## 作品列表

### 電視動畫
1980年代
- 奇天烈大百科（1988年－1996年，作畫監督）
- 美味大挑戰（1988年－1992年，作畫監督）
- 烏龍少爺（1989年－1992年，作畫監督）

1990年代
- 劍勇傳說YAIBA（1993年 - 1994年，作畫監督）
- 秀逗魔導士（1995年，作畫監督、原畫）
- 名偵探柯南（1996年－，配角設定、設計工作、總作畫監督、作畫監督、原畫、OP&ED原畫）
- 神奇寶貝（1997年－2002年，作畫監督）
- 大運動會（1997年－1998年，作畫監督）
- 魔法陣都市（1998年，作畫監督）
- 幸運女神 小不隆咚便利多多（1998年－1999年，作畫監督）
- 怪獸農場 ～圓盤石的秘密～（1999年－2000年，作畫監督）
- 麻辣教師GTO（1999年－2000年，作畫監督）

2000年代
- 彗星公主（2001年－2002年，作畫監督、OP&ED原畫）
- 神奇寶貝超世代（2002年－2003年，作畫監督）
- B傳說！戰鬥彈珠人（2004年－2005年，作畫監督）
- 哆啦A夢 (2005年版)（2005年－，原畫）
- 爆球Hit！轟烈彈珠人（2006年，作畫監督）
- 悲慘世界 少女珂賽特（2007年，作畫監督）
- 旋風管家（2007年－2008年，ED原畫）
- 小雙俠 (2008年版)（2008年－2009年，作畫監督、原畫）
- 波菲的漫長旅程（2008年，原畫）
- 二十面相少女（2008年，作畫監督）
- SOUL EATER（2008年，原畫）
- 四葉遊戲（2009年，作畫監督）
- 你好 安妮 ～Before Green Gables（2009年，原畫）
- 浪漫追星社（2009年，作畫監督）
- 閃亮雙胞胎（2009年，作畫監督）
- 空中鞦韆（2009年，原畫）

2010年代
- 向陽素描×☆☆☆（2010年，作畫監督）
- 變身！公主偶像（2010年，作畫監督、原畫）
- 鋼之鍊金術師 FULLMETAL ALCHEMIST（2010年，原畫）
- 星際寶貝：神奇大冒險（2010年，作畫監督）
- 閃電十一人（2010年，作畫監督）
- 卡片鬥爭!! 先導者（2011年，設計工作、作畫監督）
- 惡魔奶爸（2011年，作畫監督）
- SKET DANCE（2011年，作畫監督補佐、OP原畫）
- C（2011年，原畫）
- R-15（2011年，原畫）
- 足球騎士（2012年，道具設計、作畫監督）
- 卡片鬥爭!! 先導者 亞洲巡迴賽篇（2012年，設計工作、作畫監督）
- 加速世界（2012年，作畫監督）
- 旋風管家 CAN'T TAKE MY EYES OFF YOU（2012年，總作畫監督、作畫監督）
- 寵物反斗星 Yume Kira Dream（2013年，作畫監督）
- 旋風管家 Cuties（2013年，總作畫監督）
- 卡片鬥爭!! 先導者 王牌連接篇（2013年－2014年，作畫監督）
- 寵物反斗星 Miracle Friends（2013年－2014年，作畫監督）
- 飆速宅男（2014年，作畫監督、作畫監督補佐、原畫）
- Wake Up, Girls！（2014年，作畫監督）
- GO-GO 寵物反斗星（2014年－2015年，作畫監督）
- 卡片鬥爭!! 先導者G（2014年－2015年，作畫監督、OP&ED作畫監督）
- 飆速宅男 GRANDE ROAD（2014年，作畫監督、原畫）
- 城下町的蒲公英（2015年，作畫監督）
- 電波教師（2015年，作畫監督）
- 卡片鬥爭!! 先導者G GIRS危機篇（2015年－2016年，作畫監督）
- FAIRY TAIL（2016年，作畫監督）
- 宇宙巡警露露子（2016年，作畫監督）
- Scared Rider Xechs（2016年，作畫監督）
- 12歲。～小小的胸口心跳加速～（2016年，作畫監督）
- 飆速宅男 NEW GENERATION（2017年，作畫監督）
- 水嫩小嘰!!（2017年，作畫監督）
- 擅長捉弄人的高木同學（2018年，作畫監督、OP作畫）
- 索斯機械獸WILD（2018年，作畫監督）
- 天空與海洋之間（2018年，作畫監督）
- 大人的防具店（2018年，作畫監督）
- 明治東京戀伽（2019年，作畫監督）
- 爆釣王（2019年，作畫監督）
- 丸少爺（2019年，原畫）
- Dr.STONE 新石紀（2019年，作畫監督）
- 卡片鬥爭!! 先導者 新右衛門篇 （2019年－2020年，作畫監督、原畫、OP原畫）

2020年代
- 魔法水果籃 2nd season（2020年，作畫監督）
- 卡片鬥爭!! 先導者外傳 -if- （2020年，作畫監督、原畫）
- 天地創造設計部（2021年，動物設計）
- 大人的防具店II（2021年，作畫監督）
- 半妖的夜叉姬（2021年，作畫監督）
- 我要【招架】一切～反誤解的世界最強想成為冒險家～（2024年，作畫監督）
- 青春之箱（2025年，作畫監督）

### OVA
- EXPLORER WOMAN RAY（日语：エクスプローラーウーマン・レイ）（1989年，作畫監督）
- 星屑樂園（日语：星くずパラダイス）（1991年，原畫）
- 潮與虎（1992年－1993年，原畫）
- 魔法騎士雷阿斯（1997年，作畫監督、作畫監督補佐）
- 男男最遊記（日语：私立荒磯高等学校生徒会執行部）（2002年，作畫監督補、原畫）
- 名偵探柯南 以毛利小五郎為目標 少年偵探團的秘密調查（2005年，設計工作）
- 聖鬥士星矢 THE LOST CANVAS 冥王神話（2009年，作畫監督補佐）
- 怪物王女（2011年，原畫）
- Love Live! 虹咲學園學園偶像同好會（2023年，作畫監督）

### 電影動畫
- 在後面的那個人是誰（日语：うしろの正面だあれ）（1991年，原畫）
- 亞普菲蘭特物語（1992年，原畫）
- 哆啦美：哈囉小恐龍（1993年，原畫）
- 名偵探柯南系列（1997年－）
  - 第1部：引爆摩天樓（1997年，原畫、作畫監督）
  - 第2部：第十四號獵物（1998年，原畫、作畫監督、圖形、設計工作）
  - 第3部：世紀末的魔術師（1999年，原畫）
  - 第4部：瞳孔中的暗殺者（2000年，原畫、圖形）
  - 第5部：往天國的倒數計時（2001年，原畫、設計工作）
  - 第6部：貝克街的亡靈（2002年，設計工作）
- 劇場版 小雙俠 新雙俠機械大集合！玩具國大決戰，骰子！（2009年，原畫）
- 昆蟲物語 孤兒哈奇 ～勇氣的旋律～（日语：昆虫物語 みつばちハッチ〜勇気のメロディ〜）（2010年，原畫）
- 劇場版 旋風管家 HEAVEN IS A PLACE ON EARTH（2011年，原畫）
- Pokemon the movie XY 光輪的超魔神 胡帕（2015年，作畫監督）

## 相關項目
- 日本動畫師列表

## 外部連結
- 宍戶久美子－goo電影[永久] （日語）